# David Gray (dziennikarz)
David Gray (ur. 31 grudnia 1927 w Kingswinford, zm. 6 września 1983 w Londynie) – brytyjski dziennikarz, działacz tenisowy.

## Kariera zawodowa
Studiował na uniwersytecie w Birmingham. Po studiach podjął pracę jako dziennikarz, związany był z redakcjami „Wolverhampton Express and Star”, „Northern Daily Telegraph”, „News Chronicle”, od 1958 z „Guardianem”. Zajmował się problematyką polityczną i kulturalną, w redakcji „Guardiana” skoncentrował się na sporcie. Przez wiele lat był korespondentem tenisowym. Zaangażował się w rozwój tenisa, był przeciwnikiem utrzymywania sztucznego podziału na tenis amatorski i zawodowy, dążył do przywrócenia tenisowi statusu sportu olimpijskiego (co nastąpiło już po jego śmierci), zainicjował zmianę formuły rozgrywania Pucharu Davisa. Rozwój tenisa widział też poprzez popularyzację na całym świecie, w tym na kontynencie afrykańskim.
W 1976 zrezygnował z pracy dziennikarskiej i został działaczem Międzynarodowej Federacji Tenisowej, w której był m.in. sekretarzem generalnym ds. dyplomatycznych. Był także sekretarzem Międzynarodowej Rady Tenisa Zawodowego Mężczyzn. W 1988 ukazał się zbiór jego publikacji Shades of Gray.
Zmarł po chorobie nowotworowej, w 1985 został pośmiertnie wpisany do Międzynarodowej Tenisowej Galerii Sławy.